# Всероссийский научно-исследовательский институт лесоводства и механизации лесного хозяйства
Федеральное бюджетное учреждение Всероссийский научно-исследовательский институт лесоводства и механизации лесного хозяйства (ФБУ ВНИИЛМ) — крупный научно-исследовательский институт, выполняющий в системе научных организаций Федерального агентства лесного хозяйства функции головного научно-исследовательского учреждения.
Расположен в городе Пушкино Московской области.

## История
ВНИИЛМ был основан в 1934 году Постановлением ЦИК и СНК СССР от 19 сентября 1934 г. № 107/2204. В нём работали многие известные учёные: А. В. Тюрин, А. Б. Жуков, К. Б. Лосицкий, А. В. Побединский, А. С. Яблоков, В. С. Шумаков, А. И. Ильинский, Н. А. Моисеев, Н. П. Анучин, В. В. Загреев, В. С. Чуенков, С. И. Душа-Гудым, И. И. Марадудин, П. Т. Воронков, В. И. Суворов и другие специалисты лесного хозяйства.
Институт занимает важное место в Пушкинском районе. Зелёная часть флага района символизирует центр лесной науки России — ВНИИЛМ.

### Директора
- 1942—1950 — Хомяков, Иван Андреевич
- 1950—1951 — Жуков, Анатолий Борисович, академик АН СССР
- 1951—1955 — Анкудинов, Алексей Михайлович
- 1955—1960 — Букштынов, Алексей Данилович, член-корреспондент ВАСХНИЛ
- 1960—1971 — Анучин, Николай Павлович, академик ВАСХНИЛ
- 1971—1977 — Михайлов, Леонид Емельянович
- 1977—1996 — Моисеев, Николай Александрович, академик РАСХН
- 1996—1998 — Кожухов, Николай Иванович, академик РАСХН
- 1998—2011 Родин, Сергей Анатольевич, академик РАСХН
- с 2011 — Мартынюк, Александр Александрович, член-корреспондент РАН

## Структура института
Институт состоит из 8 научных отделов, 12 лабораторий, 6 секторов, 5 научных центров и 4 лесных опытных станций в различных регионах России.

### Научные центры
В составе ВНИИЛМа находятся 4 научных центра:
1. Центр администрирования лесных платежей и мониторинга цен
2. Информационно-справочный центр по стандартизации в лесном хозяйстве
3. Международный информационно-аналитический и исследовательский центр лесной радиологии
4. Центр информационного обеспечения международной деятельности
5. Центр лесной пирологии, развития технологий охраны лесных экосистем, защиты и воспроизводства лесов (создан в 2017 году; г. Красноярск)

### Лесные опытные станции
Во ВНИИЛМ входят 4 лесные опытные станции (ЛОС):
1. Южно-Европейская научно-исследовательская ЛОС (образована в 1949 году; Ростовская область, Шолоховский район, станица Вёшенская)
2. Центрально-Европейская ЛОС (образована в 1956 году; Кострома)
3. Восточно-Европейская ЛОС (образована в 1926 году; Казань, Татарстан)
4. Сибирская ЛОС (образована в 1968 году; Тюмень)

## Дендропарк института
Вокруг здания института расположен дендрарий, занимающий 13 га. Дендрарий предназначен для научно-исследовательских работ по акклиматизации, гибридизации и сортоиспытанию деревьев и кустарников. Дендрарий был заложен в 1950—1960-х годах. Включает делянки лиственницы, сосны и других экономически важных пород деревьев. Кроме этого, играет важную роль рекреационной зоны.
- Лиственничная делянка.
- Посадки сосны.
- Парковая зона.
- Аллея в дендрарии.